# لوئیس مک‌نیس
فردریک لوئیس مک‌نیس شاعر و نمایشنامه‌نویس ایرلندی بود. او را همراه با وی. اچ. آئودن و استیون اسپندر و سیسیل دی‌لوئیس از نسل «شاعران دهه سی» می‌شمارند. مجموعه کارهای شعری او در دوران زندگی او دوست‌داران زیادی داشت. شعر او در عین سیاسی و اجتماعی بودن شعر آرام و سبکی بود که بر خلاف شعر هم‌نسلان خود هیچگاه به شدت سیاسی نشد.
مهدی اخوان ثالث در شعر چاووشی خود از مک‌نیس یاد می‌کند:
... که می‌زد جام شومش را به جام حافظ و خیام،

و می‌رقصید دست‌افشان و پاکوبان بسان دختر کولی،

و اکنون می‌زند با ساغر «مک‌نیس» یا «نیما»...

## زندگی
فردریک لوئیس مک‌نیس در ۱۲ سپتامبر ۱۹۰۷ در بلفاست به دنیا آمد. پدرش جان فردریک مک‌نیس اسقف پروتستان بود و مادرش الیزابت نام داشت و هر دوی آن‌ها از اهالی غرب ایرلند بودند. زمانی‌که ۶ ساله بود مادرش به علت افسردگی شدید در آسایشگاهی در دوبلین بستری شد و در نهایت در دسامبر ۱۹۱۴ بر اثر بیماری سل درگذشت. چند سال بعد پدرش دوباره ازدواج کرد و فردریک به خواهرش الیزابت که در مدرسه‌ای در شربورن انگلستان مشغول تحصیل بود، پیوست.

در سال ۱۹۲۱ تحصیل را در کالج مارلبورو در شهر مارلبورو، ویلتشر پی گرفت. در آنجا علاقه‌مندیش به ادبیات کلاسیک و اساطیر عمیق‌تر شد و در سال ۱۹۲۵ به دنبال دریافت پژوهانه به کالج مرتون آکسفورد رفت. در آکسفورد با ویستن هیو آودن دوست شد و در حلقه معاشرت‌های او با استیون اسپندر و سیسیل دی‌لوئیس آشنایی پیدا کرد. رفاقت طولانی مدت با آودن تأثیر بسیار زیادی در خط مشی فکری و شعر مک‌نیس گذاشت.

در سال ۱۹۲۹ اولین مجموعه شعرش به چاپ رسید و در سال ۱۹۳۰ با ماری عذرا ازدواج کرد. در همان ایام بود که به عنوان مدرس در دانشگاه بیرمنگام مشغول به کار شد. در بیرمنگام برای مدتی نتوانست شعر بسراید بنابراین به نوشتن رمان روی آورد ولی در این کار چندان موفق نبود. در سال ۱۹۳۵، ماری او و نوزاد پسرشان را ترک کرد و مک‌نیس به ناچار برای بزرگ کردن پسرش، از پرستار و خواهرش کمک گرفت. پس از آن برای تدریس به کالج زنان بدفورد که بخشی از دانشگاه لندن بود رفت.
لوئیس مک‌نیس در سال ۱۹۴۱ همکاری با بی‌بی‌سی را آغاز کرد و در آنجا داستان، گزارش و نمایشنامه رادیویی می‌نوشت. در همین ایام به سرودن شعر نیز مشغول بود و چندین مجموعه شعر از وی به چاپ رسید. در سال ۱۹۵۰ به آتن رفت و مسئولیت یک مؤسسه بریتانیایی که زیر نظر شورای فرهنگی بریتانیا اداره می‌شد را برعهده گرفت. در سال ۱۹۵۸ رتبه امپراتوری بریتانیا به وی تعلق گرفت.

در اوایل دهه شصت میلادی با آن که با الکل خو گرفته بود و بسیار کم غذا می‌خورد اما هم‌چنان به کار نوشتن مشغول بود. فردریک لوئیس مک‌نیس در اوت ۱۹۶۳ به خاطر برونشیت و سینه پهلو در بیمارستانی در هرتفوردشر بستری شد و سوم سپتامبر ۱۹۶۳ در ۵۵ سالگی درگذشت. او را در محوطه کلیسایی در شهرستان داون و در نزدیکی مادرش به خاک سپردند.

## نمونه شعر

### از شعر دعای پیش از تولد
... هنوز نزاده‌ام؛ سخنم را بشنوید

مگذارید آدمی که دیو است یا آنکه می‌پندارد خداست

به من نزدیک شود...

## آثار

### مجموعه اشعار
- آتش بازی‌های خیره‌کننده (۱۹۲۹)
- اشعار (۱۹۳۵)
- نامه‌ای از ایسلند (۱۹۳۷، با ویستن هیو آودن، شعر و نثر)
- اجبار زمین (۱۹۳۸)
- گزارش‌نامه پاییز (۱۹۳۹)
- آخرین خندق (۱۹۴۰)
- منتخب اشعار (۱۹۴۰)
- گیاه و شبح (۱۹۴۱)
- تخته شیرجه (۱۹۴۴)
- دعای پیش از تولد (۱۹۴۴)
- سوراخ‌های آسمان (۱۹۴۸)
- مجموعه اشعار سال‌های ۱۹۲۵ تا ۱۹۴۸ (۱۹۴۹)
- ده قربانی سوختنی (۱۹۵۲)
- عاقبت پاییز (۱۹۵۴)
- ملاقات (۱۹۵۷)
- تحولات (۱۹۶۱)
- مشعل مشتعل (۱۹۶۳)
- منجم (۱۹۶۳)
- منتخب اشعار (۱۹۶۴، ویرایش شده به دست ویستن هیو آودن)
- مجموعه اشعار (۱۹۶۶، با ویرایش ئی. آر دادز)
- اشعار منتخب (۱۹۸۸، با ویرایش مایکل لانگلی، چاپ مجدد در انتشارات دانشگاه ویک فارست، ۲۰۰۹)
- مجموعه اشعار (۲۰۰۷، با ویرایش پیتر مک دونالد)

### نمایشنامه
- اورستیا (۱۹۳۶ ترجمه)
- خارج از تصویر (۱۹۳۷)
- کریستف کلمب (۱۹۴۴، رادیو)
- وعده دیداری داشت (۱۹۴۴، رادیو)
- برج تاریک و دیگر نمایشنامه‌های رادیویی (۱۹۴۷)
- فاوست گوته (۱۹۴۹، منتشر شده در سال ۱۹۵۱، ترجمه)
- جزایر دیوانه (۱۹۶۲) و مدیر (۱۹۶۱) (۱۹۶۴، رادیو)
- افرادی از پرلاک (۱۹۶۳)
- یک نمایشنامه مدرن اخلاقی (۱۹۶۸)
- منتخب نمایشنامه‌های لوئیس مک‌نیس، به انتخاب آلن هویزر و پیتر مک دونالد (۱۹۹۳)